# Buchanan County, Iowa
Buchanan County är ett administrativt område i delstaten Iowa, USA, med 20 958 invånare. Den administrativa huvudorten (county seat) är Independence.

## Geografi
Enligt United States Census Bureau så har countyt en total area på 1 485 km². 1 480 km² av den arean är land och 5 km² är vatten. 

### Angränsande countyn
- Clayton County - nordost
- Fayette County - nord
- Delaware County - öst
- Linn County - sydost
- Benton County - sydväst
- Black Hawk County - väst
- Bremer County - nordväst